# Гудфеллоу, Эбби
Эбенезер Робертсон Гудфеллоу (англ. Ebenezer Robertson Goodfellow; 9 апреля 1907, Оттава — 10 сентября 1985, Сарасота) — канадский хоккеист и тренер, как игрок трёхкратный обладатель Кубка Стэнли в составе «Детройт Ред Уингз» (1936, 1937, 1943).

## Биография

### Карьера

#### Игровая карьера
Поиграв на молодёжном уровне за «Оттаву Монтаньярдс», осенью 1928 года перешёл в «Детройт Олимпикс», где отыграл целый сезон, за который заработал 34 очка. Перед стартом нового сезона он перешёл в клуб НХЛ «Детройт Кугарс», где продолжил свою результативность, став после второго сезона с 48 очками лучшим бомбардиром команды и вторым среди бомбардиров в НХЛ.
После трёх сезонов в составе команды, он перешёл на позицию защитника, в качестве которого стал одним из лидеров обороны «Ред Уингз», при этом набирая очки за результативность. В составе «Ред Уингз» в 1936, 1937 и 1943 годах стал три раза обладателем Кубка Стэнли, а помимо этого по итогам сезона 1939/40 получил Харт Мемориал Трофи, как игрок который внёс наибольший вклад в успех своей команды.
Завершил карьеру по окончании сезона 1942/43 из-за проблем с коленом.

#### Тренерская карьера
Работал главным тренером в командах «Сент-Луис Флайерз» (1946—1950) и «Чикаго Блэкхокс» (1950—1952).

### Признание
В 1963 году был введён в Зал хоккейной славы, а затем работал в отборочной комиссии этой организации.

### Смерть
Скончался 10 сентября 1985 года в Сарасоте от рака на 79-м году жизни.